# Interpretacija sanj
Interpretacija sanj (nemško Die Traumdeutung) je knjiga Sigmunda Freuda. Prva izdaja je bila novembra leta 1899, čeprav je založnik označil letnico 1900. Publikacija je predstavila teorijo analize sanj, o kateri je avtor menil, da je »kraljevska pot do nezavednega«. 
Knjiga predstavi pojmovanje ega in opisuje Freudovo teorijo o nezavednem s poudarkom na razlagi sanj. Sanje so po Freudovem mnenju oblike »izpolnjevanja želja«, nezavedni poskusi, s katerimi človek poskuša razrešiti različne vrste svojih konfliktov ali problemov, najsi bodo aktualni ali izhajajo iz njegove preteklosti. Ker so nezavedne informacije pogosto vznemirjajoče, jim »cenzor« predzavesti ne dovoli vstopa v zavest, dokler niso spremenjene. Med sanjanjem je predzavest bolj sproščena, kakor v stanju budnosti, vendar je kljub temu pozorna: podzavestne informacije se morajo preoblikovati in popačiti, da lahko prestanejo cenzuro. Podobe iz sanj po Freudovem mnenju niso take, kot se zdijo, zato potrebujejo poglobljeno interpretacijo, če želimo z njimi preučiti strukturo podzavesti.
Freud najprej obravnava argumente drugih znanstvenih razprav o sanjah, ki pa so zanj sicer zanimive, vendar neustrezne in pomanjkljive. Nato opisuje vrste sanj (med katerimi je mnogo njegovih lastnih), s katerimi ponazarja svojo teorijo. V knjigi tudi prvič razpravlja o problemu, ki kasneje postane teorija Ojdipovega kompleksa.
Prva izdaja knjige je imela le malo bralcev. Potrebnih je bilo nekaj let, da je založnik prodal 600 izvodov. Freud je knjigo revidiral najmanj osemkrat; tretji izdaji je bilo dodano obširno poglavje, ki je simboliko sanj obravnavalo zelo dobesedno, nastalo je pod vplivom Wilhelma Stekla. Kasnejši psihoanalitiki so zaradi tega poglavja izražali nezadovoljstvo, ker je vzbujalo občutek, da je interpretacija sanj lov za simboli spolnosti, genitalij, itd. (Za primer: »Strma pobočja, lestve in stopnice, hoditi gor ali dol po njih; so simbolične interpretacije spolnega akta.«). Tovrstni pristopi so danes v psihoanalitični praksi v veliki meri opuščeni.